# Tempestade subtropical Cari
A tempestade subtropical Cari, nomeada pela Marinha do Brasil e classificada como tempestade subtropical pelo National Oceanic and Atmospheric Administration foi a terceira tempestade com nome, depois do Furacão Catarina em 2004 e a Tempestade tropical Anita em 2010, e a segunda tempestade subtropical da Temporada de Ciclones do Atlântico Sul de 2015. Desenvolveu-se de uma área de baixa pressão subtropical em 10 de março a cerca de 100 km a sudeste do estado de São Paulo. A tempestade produziu chuvas e ventos fortes na costa de Santa Catarina, e grandes ondas ao longo do litoral entre as regiões Sul e Sudeste do Brasil, causando ressaca e alguns danos.